# Weltenfeind (Album)
Weltenfeind ist eine Split-Veröffentlichung der rechtsextremen Metal-Bands Absurd (Deutschland), Grand Belial’s Key (USA) sowie Sigrblot (Schweden). Die für Europa bestimmte Version des Albums wurde von W.T.C. Productions von Sven „Unhold“ Zimper vertrieben, für die limitierte US-amerikanische Version. war The Shitagogue Records zuständig.

## Entstehungsgeschichte
Eine mögliche Split-Veröffentlichung von Absurd und Grand Belial’s Key war schon zwei Jahre vor dem Erscheinen des Albums im Gespräch, nachdem die beiden Bands damals gemeinsam in New York auf einem Konzert aufgetreten waren.
Die Band Grand Belial’s Key hatte ihre Beiträge zu Weltenfeind aufgenommen, als sie für ihr Album Kosherat im Studio gewesen war, und bereits damals eine Veröffentlichung als Split geplant. Neu sind allerdings nur zwei der vier aufgenommenen Lieder. Auch Absurd und Sigrblot nahmen ihre Lieder exklusiv für die Split-Veröffentlichung auf.
Da der Sänger von Grand Belial’s Key, Richard „Grimnir Wotansvolk“ Mills, jedoch am 27. August 2006 starb und die Band daraufhin aufgelöst wurde, wurden die Gedanken diesbezüglich eingestellt, bis dann 2008 die letzten, bisher noch unveröffentlichten Aufnahmen der Band von 2006 auf dem Split-Album posthum veröffentlicht wurden. Da die Band als aufgelöst galt, wurden diese Aufnahmen als ihr Schwanengesang angesehen; inzwischen ist Grand Belial’s Key jedoch wieder aktiv. Offizielles Veröffentlichungsdatum war der 10. August, der mit dem von der Band als traurigsten Tag des jüdischen Kalenders bezeichneten Tischa beAv zusammenfällt, dem jüdischen Trauertag, an dem der Zerstörung des Jerusalemer Tempels gedacht wird.
Das Album wurde am 31. Dezember 2010 von der Bundesprüfstelle für jugendgefährdende Medien (BPjM) indiziert und auf die Liste B der Liste der jugendgefährdenden Medien gesetzt. Es unterliegt damit einem Verbreitungsverbot.

## Titelliste
1. Absurd – Weltenfeind – 4:40
2. Absurd – Black Hand of Death – 2:51
3. Absurd – Ulfhednir – Todesschwadron – 7:06
4. Absurd – Die Gesandten des Grauens – 4:37 (Der-Fluch-Cover)
5. Grand Belial’s Key – It Bribes the Heavens – 8:25
6. Grand Belial’s Key – Mourners Flock to Gethsemane – 4:14
7. Grand Belial’s Key – Jahweh’s Charlatans – 8:10
8. Grand Belial’s Key – Can’t Tell No One – 1:18 (Negative-Approach-Cover)
9. Sigrblot – Braadödha Vindh (Diävuls Andadräth) – 7:01
10. Sigrblot – Exiles of the Golden Age – 6:22
11. Sigrblot – Varg I Veium – 5:51
12. Sigrblot – Kali Yuga Intifada – 8:07

## Musik und Texte
Alle drei Bands spielen einen ähnlichen Stil wie auf ihren jeweils vorangegangenen Tonträgern.
Die Texte zu den Absurd-Liedern wurden wieder von Hendrik Möbus verfasst, der zum damaligen Zeitpunkt kein offizielles Mitglied der Band war. Der Sprecher in Weltenfeind beschreibt sich als Teil und zugleich schlimmsten Feind der Schöpfung. Black Hand of Death handelt vom Mord an einem alten Mann.
Die in Ulfhednir – Todesschwadron zum Töten ausziehenden Personen werden im Titel wie auch im Liedtext mit den Ulfheðnar und den Todesschwadronen verglichen. Der Refrain enthält unter anderem die Parole: „Töten für Wotan, wir sind der Werwolforden“; diese bezieht sich sowohl auf den germanischen Gott Wotan als auch auf die in der rechtsextremen Szene häufig verwendete Abkürzung für Will of the Aryan Nation („Wille der arischen Nation“). Töten für Wotan war auch der Titel eines Spiegel-Artikels von Thilo Thielke, in dem es um Möbus’ Verhaftung in den USA ging. Zudem bezieht die Aussage sich auf die Werwolf-Verbände der SS.
Bei dem Lied Die Gesandten des Grauens handelt es sich um eine Coverversion der Band Der Fluch, welches sich auf der gleichnamigen Single von 1982 befand. Das Lied ist ihre zweite Coverversion dieser Band, deren Lied Betet für uns auf dem zuvor im Jahr erschienenen Album Der fünfzehnjährige Krieg gecovert worden war.
Achromaticus vom Webzine Heathen Harvest beschrieb die Musik von Absurd als talentiert, brutal und gut produziert und ihre Texte als armselig und voller innerer Widersprüche, wobei er das ermordete Opfer in Black Hand of Death, das dennoch versucht, am Leben zu bleiben, als Beispiel anführte. Laut Berkay Erkan von diabolicalconquest.com hat Absurd den typischsten Black-Metal-Klang der drei Bands auf dem Tonträger; ihren Stil charakterisiert er als brutal und gleichzeitig melodisch. Erkan und chrisALPINO von TheLeftHandPath.com betonen die Einzigartigkeit des Musikstils jeder Band auf Weltenfeind. Erkan schreibt, keine andere Black-Metal-Band, weder im US-amerikanischen Black Metal noch im NSBM, klinge wie Grand Belial’s Key. Ihren Stil vergleicht er mit dem ihres Albums Kosherat, das zur gleichen Zeit wie diese Aufnahmen entstand, wobei das Material so konstant aggressiv und musikalisch profan wie Judeobeast Assassination sei. Achromaticus dagegen schreibt, im Vergleich zu den Absurd-Titeln sei der Stil von Grand Belial’s Key etwas langsamer und atmosphärischer, man könnte aber auch leicht annehmen, es handle sich um dieselbe Band.
It Bribes the Heavens beschreibt den jüdischen Kapparot-Brauch, der von Grand Belial’s Key als Bestechung des Himmels bezeichnet wird. Mourners Flock to Gethsemane ist eine Neuaufnahme eines Titels ihrer ersten EP A Witness to the Regicide, Jahweh’s Charlatans beschreibt die Juden als sich bei kriminellen konspirativen Treffen zusammenfindende Scharlatane. Can’t Tell No One ist ein Cover der Hardcore-Band Negative Approach.
Die Musik von Sigrblot ist vom typischen Folk-/Black-Metal-Klang inspiriert und weist progressive Elemente sowie zahlreiche akustische Intervalle auf. Musikalisch ist die Band unter anderem von Burzum, Darkthrone, Bathory und Isengard beeinflusst. Textlich ist die Band „eher von Bücher und Schriften als von Bands beeinflusst“, als „Hauptquellen der Inspiration“ gab sie die Schriften von Alfred Rosenberg, Jack London, Savitri Devi und Corneliu Zelea Codreanu an. Entsprechend handelt beispielsweise Exiles of the Golden Age handelt vom Ende des historischen Zirkels. weshalb es sich nicht lohne, zu kämpfen. Die Band bezieht sich damit auf die hinduistische Vorstellung des Kali-Yuga, dem ein neues goldenes Zeitalter folgen soll. Ihr letztes Lied Kali Yuga Intifada weist nur schwache Black-Metal-Einflüsse auf und nähert sich dem experimentellen beziehungsweise progressiven Metal. Für Achromaticus sind die Lieder von Sigrblot der beste Teil der Split-Veröffentlichung; diese charakterisiert er als traditionellen, brutalen, kalten, aber talentierten Black Metal mit einzelnen interessanten, aber nicht zu unorthodoxen Ideen, und ihr Textschreiber habe ein zweites Mal über seine Texte nachgedacht.

## Gestaltung
Das achtzehnseitige Beiheft, das chrisALPINO als äußert hochwertig gestaltet bezeichnete, enthält neben Fotos der verschiedenen Bands zudem eine Vielzahl von Zeichnungen des russischen Künstlers Njard, die extra für das Album angefertigt wurden und laut chrisALPINO zwar nicht sehr detailliert, aber effektiv und sehr gelungen sind und sich auf die Texte und das Manifest im Beiheft beziehen. Dieses basiert auf der Prämisse eines Krieges gegen die moderne Zivilisation. Motive sind unter anderem eine Werwolf-Darstellung, ein im Garten Gethsemane zum Gebet kniender Jesus, der von Ratten umgeben ist, Darstellungen eines Totentanzes sowie eine Bundeslade, wo jedoch statt der zwei Cherubim zwei geflügelte Ratten als Figuren zu sehen sind.